# Tredicesima spedizione antartica sovietica
La tredicesima spedizione antartica sovietica si svolse dal 1967 al 1969 sotto la direzione di Aleksei Treshnikov.

## Attività di ricerca
Durante questa spedizione, i sovietici condussero anche una serie di esplorazioni alla ricerca di località prive di ghiaccio sulla costa occidentale della Terra di Enderby, allo scopo di valutare possibili siti per l'insediamento di nuove basi di ricerca antartica o di punti di sbarco accessibili.